# Affaire Jacqueline Sauvage
L’affaire Jacqueline Sauvage est une affaire judiciaire française survenue en 2012, à la suite du meurtre de Norbert Marot, abattu de trois coups de fusil dans le dos par son épouse Jacqueline Sauvage le 10 septembre 2012.
Durant le procès, la défense repose sur l'affirmation de violences et abus sexuels subis par l'accusée et ses filles durant plusieurs années. La condamnation de Jacqueline Sauvage, en première instance puis en appel, à une peine de dix ans d'emprisonnement, suscite des réactions d'incompréhension, dont la médiatisation provoque des débats sur la notion de légitime défense préméditée dans le cas de violences conjugales.
Le 31 janvier 2016, François Hollande accorde une grâce présidentielle partielle à Jacqueline Sauvage, mais la justice refuse sa demande de libération conditionnelle. Il lui accorde finalement une grâce présidentielle totale le 28 décembre 2016.

## Description générale
Le 10 septembre 2012, dans un pavillon de La Selle-sur-le-Bied, dans le Montargois (Loiret), Jacqueline Sauvage, âgée de 65 ans, charge, son fusil de chasse et tire les yeux fermés dans le dos de son mari Norbert Marot, le tuant de trois coups de feu. Pour expliquer son geste, Jacqueline Sauvage affirme avoir eu peur pour sa vie et celle de ses enfants en raison de menaces qui auraient été proférées par son mari le matin et dont elle a cru qu'il allait les mettre à exécution. Le meurtre s'inscrit, selon elle et son avocate, dans un contexte de 47 années de violences conjugales, dont certaines le jour même. Si l’expertise atteste d’un coup à la lèvre, aucune autre trace de violence n’a été relevée concernant ce dernier jour.
Les trois filles du couple témoignent dans le sens de violences que leur père aurait commises sur leur mère et avancent que leur père a jadis abusé d'elles,. Le mari est connu par ses voisins et par les habitants du village comme « un homme manifestement colérique ». L'avocate pénaliste Florence Rault relativise les accusations d'inceste : « celles-ci n'ont été formulées que plus de trente ans après les faits allégués, et dans le cadre d'un soutien total des filles à leur mère (aliénation parentale ?) ». Selon elle, « la théorie de la mémoire retrouvée fait partie des fables que l'on retrouve souvent dans les affaires d'allégations d'abus sexuels ».
L'avant-veille du meurtre, le 8 septembre 2012, Pascal, le fils, s'est suicidé par pendaison. Le jour du meurtre, Jacqueline Sauvage ne savait pas que son fils s'était donné la mort. Elle a appris son décès lors de sa garde à vue et alors qu'elle était hospitalisée postérieurement au meurtre. La raison du suicide du fils est controversée : les débats d'audience auraient fait ressortir, selon certains, qu’il serait dû aux violences que lui aurait infligées le père ; selon d’autres, que ce serait une tentative d’échapper à l'emprise de la mère. À ce jour, il semble qu’aucun fait ne départage les différents témoignages. Plusieurs attestent que le père et le fils étaient en conflit : Sylvie Marot déclare le second jour du procès « Une fois à Noël, mon père et mon frère en sont venus aux mains. Quand ils en sont arrivés à se disputer, on a tous pris nos enfants et on est partis. Je suis retournée chez mes parents. Maman avait des coquards partout ». Un ancien chauffeur témoigne : « Madame Marot est une personne gentille, aimable. M. Marot était un peu plus rustre. […] C'était un peu tendu entre le père et le fils. Ça arrivait souvent qu'ils s'accrochent ». Une des anciennes compagnes du fils, qu'elle a quitté parce qu'il était devenu violent à son tour, raconte : « Pascal mettait son père sur un piédestal. Les choses finissaient souvent en violence. Une fois papy (Norbert) est arrivé et m'a frappée. Mamie et Pascal s'en sont mêlés. Ça finissait toujours en bagarre. Pascal quand il se battait avec son père, c'est quand il avait frappé sa mère ou moi. Sinon, les violences sur Pascal étaient plus morales que physiques. […] Norbert faisait tout pour détruire Pascal ».
Le 28 octobre 2014, Jacqueline Sauvage, qu'une partie des médias et de l'opinion publique considère comme une victime, est condamnée à 10 ans de prison, la légitime défense n'ayant pas été retenue. Elle fait appel de la décision de la cour d'assises, et son procès en appel s'ouvre à Blois le 1er décembre 2015. Sa peine est confirmée puisqu'elle est condamnée, le 3 décembre 2015, à 10 ans de prison ferme par la majorité des jurés après cinq heures de délibéré. Des pétitions sont alors mises en ligne et une demande de grâce présidentielle est adressée à François Hollande. Le président de la République accepte de lui accorder une grâce partielle le 31 janvier 2016, ce qui permet à la condamnée de déposer une requête de libération conditionnelle avant le délai légal de la moitié de la peine. Cependant, le 11 août 2016, les magistrats du tribunal d'application des peines de Melun rejettent sa demande de libération conditionnelle. Cette décision va à l'encontre des réquisitions du parquet de Melun, favorable à sa libération. La cour d’appel de Paris ayant confirmé cette décision judiciaire, François Hollande choisit alors de lui accorder, le 28 décembre 2016, une grâce présidentielle totale.

## Biographie de Jacqueline Sauvage
Jacqueline Sauvage est née le 27 décembre 1947 à Melun dans une famille de huit enfants. Elle a cinq frères et deux sœurs. Sa propre mère a été victime de violences conjugales. Elle a eu le nez cassé par son mari.
Adolescente, elle rencontre Norbert Marot, âgé de quelques mois de plus qu'elle. Contre l’avis unanime de sa mère, de son père, décédé quelques mois auparavant, et de ses cinq grands frères, elle l'épouse le 5 juin 1965. Ils ont quatre enfants : un fils, Pascal, et trois filles, Sylvie, Carole et Fabienne.
Ayant reçu une formation de couturière, elle est ouvrière d'abord dans l'industrie pharmaceutique, puis dans la confection,.
En 1966, elle donne naissance à sa deuxième fille, Carole, alors que son mari part faire son service militaire. Il y passe ses permis poids-lourds, ce qui lui permet par la suite de décrocher ses premiers emplois. En 1968, le couple fait construire un pavillon à La Selle-sur-le-Bied, dans le Montargois. En 1970, le couple s'installe à Melun, et Jacqueline accouche de sa troisième fille, Fabienne.
En 1981, après le licenciement de Norbert « pour faute professionnelle », selon ce qu'elle a déclaré en première instance, et la cessation de ses propres activités, le couple achète un camion et démarre une activité indépendante de transport. Jacqueline Sauvage commence à travailler dans l'entreprise de son mari en 1982. Elle a le statut de conjointe collaboratrice et ne touche pas de salaire. Elle s'occupe principalement de la partie administrative et des livraisons.
En 1989, Pascal et Fabienne rejoignent l'entreprise. Ils conduisent des poids-lourds, tandis que Jacqueline s'occupe de la réception. Quant à Sylvie, elle devient la gérante de la SARL qui a été constituée. En 1991, la société se lance aussi dans la vente de vin. C'est Jacqueline qui se charge à ce moment, de la prospection. Devant l’enquêtrice de personnalité, ses filles concluent que c'est leur mère qui est le chef d’entreprise.
Elle fait valoir ses droits à la retraite en 2008, mais continue de travailler dans l'entreprise familiale. En 2011 et 2012, l'activité de l'entreprise vivote, puis périclite. En 2012, Fabienne est licenciée et Pascal poursuit l'activité avec son père.
Le couple faisait également partie d'une association de chasseurs.
Le 23 juillet 2020, elle meurt à l'âge de 72 ans à son domicile de La Selle-sur-le-Bied,.

## Déroulement du jour du meurtre
Le 10 septembre 2012, au matin, Jacqueline Sauvage et Norbert Marot se disputent au sujet de l'entreprise. À 13 h 30, elle serait partie se coucher. Lors de sa première audition, elle affirme avoir été brutalement réveillée à 16 h par son mari pour qu'elle lui prépare à manger. Il aurait ensuite exercé sur elle des violences physiques : il l'aurait menacée puis frappée, et aurait arraché sa chaîne. Toutefois si l’expertise médicale atteste d’un coup à la lèvre,, elle ne signale aucune autre trace de violence significative sur le reste du corps.
Jacqueline Sauvage déclare aussi avoir pris des médicaments pour faire une sieste de cinq heures, mais l'expertise n'a pas relevé de traces de médicament dans son organisme.
Sur les circonstances entourant le chargement du fusil, Jacqueline Sauvage explique, pendant sa garde à vue, être descendue chercher des cartouches. À la barre, elle assure avoir vidé ses poches lors d'une précédente partie de chasse. Elle affirme avoir tiré les coups de feu à 16 h, mais ceux-ci ont été entendus à 19 h 25 par les voisins. Par ailleurs, une voisine témoigne avoir vu Norbert Marot le jour même, dans l'après-midi, vers 17 h 30 tandis que Jacqueline Sauvage appelle les pompiers à 19 h 27.
Jacqueline Sauvage prétend avoir fermé les yeux lorsqu'elle a tiré les coups de fusil qui ont atteint son mari dans le dos, alors qu'il était assis sur leur terrasse. Ce comportement a paru surprenant de la part d'une personne ayant la pratique de la chasse.

## Contexte social et juridique en France
Au moment de l'affaire, les estimations font état de 200 000 femmes victimes de violences conjugales chaque année en France.
Sur la période 2012-2013 les chiffres font état de 149 000 hommes victimes de violences au sein de leur couple et 3 % portent plainte. Sur la même période 398 000 femmes sont victimes de violences et 10 % portent plainte. Les hommes représentent 27 % des victimes de violences conjugales et 17 % des cas mortels.
Il est à noter que la nature des sévices endurés diffère selon les sexes. Les femmes subissent plus de violences sexuelles et physiques, et les hommes subissent plus de violences physiques que sexuelles. De plus, il est fait mention que si les femmes signalent fréquemment leur ex-partenaire comme leur tortionnaire, la grande majorité des hommes subissent l'emprise de leur partenaire de vie du moment.
Entre 2010 et 2014, alors que le nombre de femmes tuées par leur conjoint en France oscillait entre 118 et 146 cas par an, celui des femmes reconnues coupables de meurtre sur leur conjoint variait de vingt-trois à vingt-huit cas. Parmi les vingt-trois cas enregistrés en 2014, seuls cinq ont été le fait de femmes préalablement victimes de violences conjugales. Toutefois il est reporté que chacun des vingt-trois cas portait sur le meurtre ou l’assassinat du conjoint, et non pas sur un homicide involontaire. Le chiffre des femmes tuées par leur conjoint eux-mêmes victimes de violences au sein du couple n'est pas précisé par les données officielles.
Fin 2015, la légitime défense, pour une femme battue assassinant son mari, n'a été reconnue en France que dans un unique cas, celui d'Alexandra Lange. Comme les conditions du meurtre répondaient à la légitime défense, selon le principe de proportionnalité, l'avocat général a demandé et obtenu l'acquittement en appel.
Lors de la condamnation de Jacqueline Sauvage, il a été rappelé que selon la législation française, la légitime défense n'est admise que si la riposte est concomitante et proportionnée à l’agression préalable. Or, trois coups de fusil tirés en milieu ou fin de journée, en réaction à un différend verbal matinal ou à quatre décennies de violence conjugale n'ont pas été jugés constituer une réaction concomitante ni proportionnée ; ni en première instance ni en appel.

## Procès

### Personnalité de Jacqueline Sauvage
Jacqueline Sauvage affirme avoir été sous l'emprise d'un mari violent, et n'avoir pas pu, pour ce motif, porter plainte contre lui. Selon la journaliste Hélène Mathieu, auteure de La Vérité sur l'affaire Jacqueline Sauvage, elle n'était pas sous son emprise. « Elle privilégiait l'entreprise familiale, qu'elle portait à bout de bras, et l'image qu'elle donnait à l'extérieur. Elle qui n'a jamais tenté de partir ou de protéger ses enfants et a en revanche été humiliée par l'infidélité de son mari, et a poursuivi de sa haine la maîtresse de ce dernier ». Si « aucun voisin n'a jamais été témoin des violences qu'elle raconte », elle s'est toujours montrée, selon Hélène Mathieu, très dure vis-à-vis de ses enfants.
Lors de son premier procès en date du 28 octobre 2014, la conclusion du rapport d'expertise psychiatrique établit que Jacqueline Sauvage « déclare ne pas comprendre pourquoi elle serait condamnée alors que son mari tyrannisait la famille depuis plus de 20 ans ».
Le rapport ajoute qu'elle ne paraît pas être dangereuse sur le plan psychiatrique. Elle ne souffre d'aucune pathologie active ou significative.
Lors du second procès, le rapport psychiatrique indique qu'« il n'y a pas de remise en question de son acte, car elle se sentait toujours victime d'un homme dont elle n'a pas réussi à se libérer ». Il indique également que sa personnalité « s'est construite autour d'une facilité relationnelle et affective qui s'est traduite par une difficulté d'autonomie affective. Intelligence normale. ».
Néanmoins Jacqueline Sauvage a reconnu être allée, en 1992, au domicile de Laurence Cocusse, sa rivale à l'époque, pour lui faire peur avec une arme et l'avoir poursuivie jusqu'à la gendarmerie.

### Premier procès de 2014
Catherine Paffenhoff préside et ouvre l'audience le 23 octobre. Après tirage au sort, le jury populaire se compose de trois hommes et trois femmes, avec deux jurées suppléantes. Jacqueline Sauvage est accusée de meurtre avec préméditation. Elle comparait libre après avoir passé 2 ans et 1 mois  en détention provisoire.

#### Absence de dénonciation des violences conjugales invoquées
Jacqueline Sauvage et ses filles affirment avoir été sous l'emprise d'un mari et père violent, et ne pas avoir pu, pour ce motif, porter plainte contre lui.
Le 27 octobre 2014, un ancien employé du couple décrit Jacqueline Sauvage comme étant une femme soumise qui faisait profil bas lorsque son mari commençait à élever la voix.
Sylvie Marot explique qu'elle craignait le comportement de son père et des représailles si elle le dénonçait. Interrogée sur l'absence de plainte déposée, sa sœur Carole Marot fait état des mêmes peurs de représailles. Enfin, la troisième sœur Fabienne Marot explique également que si elle avait porté plainte, son père aurait été placé en garde à vue, puis serait revenu dans le foyer conjugal où sa mère aurait subi des représailles.
La passivité de Jacqueline Sauvage, qui ne s'est jamais plainte des sévices qu'elle ou ses enfants ont subis, a beaucoup intrigué la présidente de la cour d'assises.
L'avocate générale explique que l'accusée n'était pas une femme soumise, et que son caractère lui permettait de se rebeller. Ainsi, le 28 octobre 2014, l'avocate générale la décrit comme étant une femme de caractère, intelligente, qui a toujours travaillé. C'est aussi une femme qui est capable de répondre, de s'en prendre à la maîtresse de son mari, qu'elle va menacer avec un fusil de chasse, d'insulter une voisine, et faire preuve de violence.
Selon l'administration pénitentiaire, elle est capable d'être méchante. Le personnel de la prison la décrit comme autoritaire, indiquant qu'elle refusait les ordres.
Lors de la deuxième journée du premier procès, le 27 octobre 2014, une voisine déclare que son mari avait été giflé par Jacqueline Sauvage. Elle affirme également qu'elle la suivait et l’invectivait.
À de multiples reprises lors de l'audience, Jacqueline et ses filles expliquent leur absence de dépôt de plainte par la peur des représailles, et l'espoir que la situation « s'arrangerait ». Une des anciennes compagnes du fils Pascal, qui s'est avéré violent, fait part en appel des difficultés et de l'inutilité de porter plainte, de l'absence d'aide et de la peur qui, selon elle, justifie l'absence de fuite de Jacqueline Sauvage.

#### Fréquence et gravité des violences invoquées
Lors du premier procès en 2014, les réquisitions de l'avocate générale portent sur la fréquence réelle et la gravité des coups subis pendant les 47 années de mariage. Elle précise qu'il y a surtout les déclarations de Jacqueline Sauvage et de ses filles qui confirment ces violences.
Pour expliquer qu'aucun voisin n'ait constaté la moindre trace de coup ni vu la moindre violence physique sur Jacqueline Sauvage pendant toutes ces années à La Selle-sur-le-Bied[réf. à confirmer], celle-ci explique que son mari la tapait sur le cuir chevelu, ou que, lorsqu'elle avait des bleus, elle ne sortait pas pendant quinze jours. L'ancienne compagne de son fils confirme que, dans ces cas-là, elle allait faire les courses à sa place. L'avocate générale met en doute leurs paroles, en soulignant que Jacqueline Sauvage travaillait dans l'entreprise et qu'elle allait faire les courses.
Sylvie Marot affirme qu'une main courante a été déposée à la suite du viol de sa sœur par son père. Il n'existe pas de trace de cette main courante.
Certains des témoins n'ont pas assisté aux violences du mari envers sa femme. Ainsi, lorsque la présidente du tribunal a demandé au frère de Jacqueline Sauvage s'il avait été témoin de violences de la part du mari de sa sœur, celui-ci a répondu que non. Le fils de Pascal Marot indique qu'il n'a jamais vu son grand-père frapper sa grand-mère. La fille de Pascal indique qu'elle n'a jamais vu directement de violence, mais se souvient avoir dû précipitamment quitter la maison un jour de Noël à l'initiative de son père « car les esprits commençaient à s'échauffer ».
Lors de la première journée du premier procès, la femme de Pascal Marot déclare qu'elle n'a pas vu de violences, ni de traces de coups sur le corps de sa belle-mère. Lors de la seconde journée, l'ancienne compagne de Pascal Marot indique en revanche avoir été frappée par Norbert Marot, et que son compagnon devenait violent lorsque son père tapait sur elle ou sur sa femme. Elle indique avoir vu Jacqueline Sauvage tuméfiée et couverte de bleus, et avoir assuré les courses à sa place dans ces cas-là.
La sœur de Norbert Marot affirme que son frère n'était pas violent durant son enfance. Elle ne trouve pas non plus d'explication dans son enfance qui aurait pu expliquer la violence de son frère. Jacqueline Sauvage ne lui a jamais dit que son frère la battait. Le 27 octobre 2014, la sœur de la victime indique que, quand elle les fréquentait encore, avant leur emménagement à La Selle-sur-Bied, le couple paraissait être un couple amoureux où Jacqueline Sauvage appelait son mari « moumoune ».
Le troisième jour du procès Jacqueline Sauvage prétendra que son mari « est venu me chercher. Il m'a tirée par les cheveux. Il m'a fichue par terre et frappée violemment » puis que « J'ai été examinée en détention, le 13 septembre… On a reconnu que j'avais des coups ». Or la présidente du tribunal notera qu'à part un coup à la lèvre « Non. Il n'y a pas d'autres traces de violences. Des experts l'affirment », suivi de « Cela sort de votre imagination, on n'a pas de traces de coups ».

#### Témoignages des filles de Jacqueline Sauvage
Entendue lors de la deuxième journée du premier procès, Sylvie Marot, fille du couple, affirme qu'elle et une de ses sœurs ont été victimes d'attouchements de la part de leur père. Selon elle, la dernière fois qu'elle a été maltraitée par son père remonte à ses 21 ans, juste avant son départ de la maison : un passage à tabac qui l'avait empêchée d'aller travailler le lundi suivant. Elle explique ne pas avoir porté plainte pour les attouchements dont elle dit avoir été victime en raison d'un sentiment de honte, et parce qu'elle a « refait sa vie ensuite », elle s'est « auto-protégée ».
Entendue le même jour que sa sœur Sylvie, Carole Marot indique également avoir subi des attouchements de la part de son père. Elle dit également avoir été violée.
Le 27 octobre 2014, la troisième sœur, Fabienne Marot est entendue. Elle dit avoir subi des violences physiques de la part de son père durant son enfance. Elle explique ne pas avoir porté plainte car, dans ce cas, son père serait parti en garde à vue, puis serait revenu dans le foyer conjugal où sa mère aurait subi des représailles. Elle dit également avoir été violée par son père. Elle a ensuite fugué, et elle est partie porter plainte chez les gendarmes. Une fois sur place, elle aurait repris sa déposition sur le bureau des gendarmes pendant qu'ils ne regardaient pas, pour ensuite la brûler dans les toilettes, car son père lui faisait peur. Lorsque l'avocate des parties civiles demande si Fabienne Marot n'avait pas eu peur pour ses enfants lorsque son père les a emmenés en camping-car dans la Somme en 2011, elle répond que son père savait qu'il n'avait pas le droit de toucher à ses enfants.
Selon l'avocate pénaliste Florence Rault, la « présentation d'une fratrie dévastée par le caractère monstrueux du père ne résiste pas à l'examen du dossier ».

#### Témoignages des voisins de Jacqueline Sauvage
Une voisine du couple affirme avoir peur de Norbert Marot, ils ont également porté plainte contre lui, mais la plainte a été classée sans suite. Cette même voisine affirme également que son mari avait giflé Jacqueline Sauvage. Enfin, elle témoigne que Norbert Marot était violent verbalement, mais qu'elle ne l'a jamais vu lever la main sur sa femme.
Une autre voisine indique, lors du procès en appel, avoir retrouvé Jacqueline Sauvage apeurée, tétanisée et ensanglantée dans une voiture, refusant de rentrer chez elle, mais obligée de le faire par son mari. Elle indique avoir à plusieurs reprises « trouvé madame Marot dans des états, très esquintée du visage. » [sic] et « même été lui faire ses courses une ou deux fois ».

#### Autres témoignages
Lors de la deuxième journée du procès, le 27 octobre 2014, un ancien employé de la société de transport de Norbert Marot fait état de relations de travail plus difficiles avec le père qu'avec les enfants. Il ajoute que le père avait une façon de parler qui n'était pas toujours agréable.
Le même jour, le maire de la commune où résidait le couple indique qu'il y a toujours eu des conflits de voisinage causés par leurs camions, garés sur le domaine public, jusqu'à ce qu'ils achètent un terrain.
Un ancien camarade du père indique s'en être éloigné après avoir constaté qu'il se livrait à des attouchements sur ses filles : « Il avait un comportement étrange avec ses filles. Il « chahutait », selon ses termes, mais il leur touchait les seins et les fesses. Donc je me suis éloigné. Je savais bien qu'il fallait dire quelque chose. Mais ce n'était pas facile. Chez lui, il faisait régner la terreur ».
L'expert balistique est dubitatif sur les tirs les yeux fermés : « Le canon se désaxe par rapport à l'axe de tir. Il a fallu réaligner. Les yeux fermés pendant trois tirs, ce n'est pas infaisable, mais ce serait un sacré coup de chance ».

#### Verdict du premier procès
Les cinq jours de procès ne permettent « pas aux jurés de comprendre pourquoi aucune plainte n'a jamais été déposée, pourquoi aucun certificat médical n'établit les violences conjugales, pourquoi Jacqueline Sauvage est restée 47 ans auprès de son mari violent ». À l'issue de ce procès dans lequel elle comparait libre, Jacqueline Sauvage, alors qu'elle encourt 30 ans de prison pour homicide volontaire, est condamnée le 28 octobre 2014 par la cour d'assises d'Orléans à 10 ans de réclusion criminelle pour le meurtre sans préméditation de Norbert Marot,. Elle est incarcérée après le verdict,. Son avocat Charles Dubosc, qui espérait une peine assortie d'un large sursis afin de couvrir la détention provisoire, fait appel de la décision le jour même. La médiatisation importante de cette affaire débute à cette période.

### Procès en appel de 2015
L'audience débute le 1er décembre 2015 à 9 heures. Sa défense est assurée par des avocates spécialisées dans le domaine des violences conjugales, Maîtres Janine Bonaggiunta et Nathalie Tomasini, qui avaient notamment obtenu l'acquittement d'Alexandra Lange en plaidant la légitime défense.
À l'issue du tirage au sort, le jury populaire se compose de cinq femmes et quatre hommes.

Le 3 décembre 2015, l'avocate de la partie civile déclare lors de sa plaidoirie : 

« On ne nie pas ce comportement violent. M. Norbert Marot en est pleinement responsable. Il y a tout de même des réserves factuelles sur ces violences, car aucun élément matériel ne les atteste. Il y a des témoignages, mais peu d'éléments matériels. »

Les témoignages des voisins font état d'un climat de tension dans le quartier créé par Norbert Marot, homme colérique, prompt aux insultes et à la violence. L'avocat général Frédéric Chevallier évoque son incrédulité a posteriori : alors que les 27 témoins au premier procès sont plutôt en défaveur pour Jacqueline Sauvage, ils sont cités par la défense lors du procès en appel. Probablement influencés par la médiatisation de l'affaire et « bien briefés » selon M. Chevallier, les témoins effectuent un revirement d'attitude, dressant un portrait de Norbert Marot (violent, « tyran domestique »), et adoucissant celui de Jacqueline Sauvage. Les journalistes Hélène Mathieu et Daniel Grandclément rapportent que « les récits sont parfois tellement éloignés des premiers interrogatoires que l'avocat général menace certains de les poursuivre pour faux témoignage ».
La journaliste Corinne Audouin qui assiste à ce procès rappelle l'« audience très dure, tendue, avec des journées interminables, l'incrédulité palpable des magistrats envers les filles de l'accusée, l'impuissance des avocates à amener les débats sur le terrain de la légitime défense, l'humanité de l'avocat général, qui requiert pourtant 10 ans de réclusion ».
Lors de son réquisitoire, l'avocat général Frédéric Chevallier demande aux jurés de confirmer la peine prononcée en première instance. Il dénonce « La légitime défense n'est absolument pas soutenable. Aux violences de son mari, elle aurait dû répondre par un acte proportionné, immédiat et nécessaire. Face à un coup de poing qui se solde par trois jours d'ITT, elle tire trois balles ». Au cours de sa plaidoirie, l'avocate de Jacqueline Sauvage, Me Nathalie Tomasini demande aux jurés de « prendre la mesure des conséquences irréversibles des violences faites aux femmes ». « Fracassée pendant 47 ans, psychologiquement et physiquement », sa cliente présente selon elle « les syndromes post-traumatiques des femmes battues ».
La peine minimale de 10 ans de réclusion réclamée par l'avocat général (peine garantissant la réinsertion de l’accusée et une sanction suffisamment sévère pour qu'elle ne soit pas interprétée « comme un permis de tuer »), est confirmée en appel pour meurtre aggravé (sur conjoint), avec une période de sûreté automatique et incompressible de cinq ans. Jacqueline Sauvage ne pourra bénéficier de la liberté conditionnelle qu'en avril 2018, sauf relèvement exceptionnel de la période de sûreté.

## Réactions

### Demande en grâce présidentielle
Après sa condamnation en appel, le dernier recours est le pourvoi en cassation, qui ne porte jamais sur le fond, et juge seulement en droit. Seule la grâce présidentielle permet de mettre fin à la peine prononcée par le tribunal, ou révoquer la période de sûreté qui l'empêche de demander une libération conditionnelle avant avril 2018.
Le 8 décembre 2015, une demande de grâce présidentielle est adressée à François Hollande par les trois filles de Jacqueline Sauvage. Ces dernières expriment publiquement leur soulagement de voir leur père mort, étant donné les violences sexuelles qu'elles affirment avoir subi de sa part.
Une pétition de soutien est lancée par Karine Plassard, une militante féministe d'Osez le féminisme !, ainsi que deux autres femmes, Carole Arribat, ancienne victime de violences conjugales, et Véronique Guegano, sur Change.org et recueille de 340 000 signatures au 25 janvier 2016. Un comité de soutien se crée pour appuyer la demande de grâce, regroupant notamment la comédienne Eva Darlan qui en est la présidente, l'actrice Anny Duperey et l'humoriste Guy Bedos, et des personnalités politiques comme Anne Hidalgo, Daniel Cohn-Bendit et Jean-Luc Mélenchon.
Un groupe de 36 parlementaires relaie cet appel devant le Parlement et auprès du chef de l'État, avec comme objectif affirmé de légiférer. Le président de la République reçoit la famille de Jacqueline Sauvage le vendredi 29 janvier 2016 à l'Élysée.

### Annonce de préparation d'un projet de loi
La députée Valérie Boyer (Les Républicains) annonce qu'elle prépare le dépôt d'une proposition de loi visant à élargir la notion de légitime défense. Ce projet s'inspirerait du droit canadien sur le syndrome de la femme battue, qui reconnaît l'état d'emprise dont sont victimes les femmes battues et explique en raison d'un stress post-traumatique, leur incapacité à porter plainte. Ce projet prévoirait aussi une reconnaissance de l’état de danger permanent subi par ces femmes. La délégation aux droits des femmes de l'Assemblée nationale est d'avis de privilégier une initiative dans le cadre du projet de loi « Justice du XXIe siècle » de Christiane Taubira,. Mais cette proposition n'est pas recevable juridiquement, notamment au regard de l'article 2 de la Convention européenne des droits de l’homme.
Pour Luc Frémiot, avocat général qui avait requis et obtenu l'acquittement d'Alexandra Lange — laquelle avait tué son mari violent d'un coup de couteau alors qu'il était en train de l'étrangler —, la légitime défense différée n'est pas envisageable, et la loi actuelle est suffisante, à travers les notions de circonstances atténuantes et d'état de nécessité, pour traiter ces cas de façon juste. D'autre part, une application aux seules femmes victimes de violences conjugales constituerait une rupture inconstitutionnelle d'égalité devant la loi, puisqu'il existe aussi des hommes victimes de violences conjugales, physiques ou morales, ponctuelles ou habituelles, et que nul n'entend leur reconnaître pour autant le droit de tuer leur partenaire par surprise et de façon différée (à l'instar de Jacqueline Sauvage, reconnue coupable de ces faits ; voir ci-avant) en invoquant ensuite la légitime défense,.

## Échec de la demande de libération conditionnelle
La remise de peine de deux ans et quatre mois ainsi que de la période de sûreté restant à accomplir permettent de saisir le juge de l'application des peines au terme d'un processus, afin d'envisager une éventuelle libération conditionnelle. Une première phase d'évaluation psychologique et médicale d'une durée de six semaines permet d'établir des rapports qui sont transmis à une commission pluridisciplinaire des mesures de sûreté, sous la direction du préfet du département et d'un bâtonnier, qui rend un avis,. Compte tenu de l'engorgement de ces commissions[réf. nécessaire], les délais sont compris entre six mois et un an. Une fois l'avis délivré, les avocats doivent plaider le dossier devant le tribunal de l'application des peines qui statue sur la demande de libération. Si la décision est favorable, et en cas d'appel du parquet déposé dans les 24 heures, la libération est repoussée. La libération conditionnelle, si elle est accordée, peut être assortie des mesures habituelles : port d'un bracelet électronique, régime de semi-liberté ou placement à l'extérieur,.
Le 8 février à midi, Jacqueline Sauvage quitte la prison de Saran pour rejoindre le centre pénitentiaire sud francilien de Réau (Seine et Marne). Dans le cadre de sa demande de libération conditionnelle, elle doit dans un premier temps être suivie pendant six semaines pour évaluer le risque de récidive et sa « dangerosité » dans un centre national d'évaluation (CNE). Maître Janine Bonaggiunta, une des avocates de Jacqueline Sauvage annonce avoir pris rendez-vous le 1er mars avec le juge de l'application des peines en vue de demander sa libération conditionnelle immédiate.
Le tribunal d'application des peines de Melun refuse la remise en liberté conditionnelle le 12 août 2016. Le tribunal d'application des peines, selon un tweet de l'avocat Eric Morain, a notamment précisé que la médiatisation en faveur de sa libération n'était pas propice à une introspection individuelle sur la gravité de l'acte commis,. Le parquet a fait appel de cette décision. Immédiatement après le verdict, Karine Plassard et Véronique Guegano relancent une pétition demandant la libération immédiate de Jacqueline Sauvage. Celle-ci recueille plus de 130 000 signatures en quelques jours.
Le 16 août 2016, ses avocates annoncent que Jacqueline Sauvage renonce à interjeter appel de la décision du tribunal d'application des peines de Melun, « épuisée de l'acharnement judiciaire à son encontre ». Cependant, le 21 août, leur cliente change d'avis et décide de faire appel.
Le 24 novembre 2016, la cour d’appel de Paris rejette à son tour la demande d’aménagement de peine.

## Grâces présidentielles accordées
Le 31 janvier 2016, François Hollande accorde une grâce présidentielle partielle à Jacqueline Sauvage. Sa peine est réduite de 2 ans et 4 mois et la période de sûreté (applicable automatiquement aux peines pour violences aggravées supérieures ou égales à 10 ans) est abolie. Le communiqué de presse officiel de l'Élysée indique que : 

« Cette grâce lui permet de présenter immédiatement une demande de libération conditionnelle.

Le président de la République a voulu, face à une situation humaine exceptionnelle, rendre possible, dans les meilleurs délais, le retour de Mme Sauvage auprès de sa famille, dans le respect de l’autorité judiciaire. »

Le 26 décembre 2016, Benoît Hamon, alors candidat à la primaire de gauche, s'adresse publiquement et indirectement au président de la République, en lui demandant de gracier totalement Jacqueline Sauvage.

Le 28 décembre 2016, François Hollande accorde une grâce présidentielle totale à Jacqueline Sauvage,. Le président de la République déclare sur le réseau social Twitter : 

« J'ai décidé d'accorder à Jacqueline Sauvage une remise gracieuse du reliquat de sa peine. Cette grâce met fin immédiatement à sa détention. »

 Le même jour, vers 18 h 30, Jacqueline Sauvage quitte, à bord d'une voiture banalisée, la prison de Réau (en Seine-et-Marne) dans laquelle elle était détenue. La classe politique dans son ensemble salue le geste. Certains organes de presse surnomment le président « François le Juste », mais les syndicats de magistrats s'insurgent contre cette ingérence du pouvoir exécutif sur une décision judiciaire pourtant confirmée par plusieurs tribunaux.
Le 6 janvier 2017, lors d'une interview télévisée donnée à la suite de sa libération, Jacqueline Sauvage déclare : « Je ne suis pas du tout coupable. » Ce cantonnement « dans un positionnement exclusivement de victime », tel que précisé dans le rejet d'instance du 31 août 2015, était ce qui avait motivé le rejet de ses demandes de libération conditionnelle,.

## Controverses

### Dénonciation du traitement de l'affaire par certains médias
L'avocat blogueur Maître Eolas critique le décalage entre les faits tels qu'ils ressortiraient selon lui des procès et la présentation médiatique qui en a été faite. Il explique d'autre part la sévérité de la condamnation par la présentation inexacte du mécanisme de remise des peines faite par l'avocat général aux jurés, et souligne l'ignorance des règles de l'application des peines manifestée dans les commentaires des médias. Il considère que l'existence d'un recours en grâce présidentielle est un contre-pouvoir, et qu'« il n’est pas scandaleux que la plus haute autorité de l’État puisse imposer la clémence » d'autant que dans le cas Jacqueline Sauvage « le quantum de la peine semble avoir été décidé par une cour d’assises mal informée sur la portée réelle d’une telle peine » et qu'il n'existe pas d'autre voie de recours.
Pour le magistrat Philippe Bilger, évoquant les quarante-sept ans de coups, d'humiliations et d'abus sexuels ainsi que l'absence de réaction en raison de l'emprise de l'époux, si selon lui « la réalité de cette vie d'enfer a été prouvée », il dit s'interroger sur cette absence de réaction. Il note surtout qu'il convient de respecter les décisions judiciaires établies par deux jurys populaires, et considère que les politiques, en s'immisçant dans une affaire à laquelle ils n'ont pas assisté ou en prévoyant en réaction de déposer un projet de loi, entravent l'autorité de la justice. Il trouve inacceptable que les soutiens en faveur de la grâce de Jacqueline Sauvage soient reçus à l'Élysée, faisant remarquer que ces soutiens ne connaissent pas les détails et les débats relatifs à cette affaire.
Selon Geoffrey Clavel du Huffington Post, les personnalités politiques et médiatiques critiques de la libération conditionnelle sont rares, même si la décision de grâce est critiquée par la magistrature, qui voit en elle une remise en cause de son indépendance. Geoffrey Clavel indique dans son article que la demande de grâce partielle renvoie la décision de libération dans le champ décisionnel de la justice, puisqu'elle revient au juge de l'application des peines.
Thierry Levêque, journaliste chez Reuters, avance que l’affaire Sauvage serait bien plus complexe que ne le pensent les personnalités qui se sont positionnées sur l'affaire, « une affaire dont aucune n’a bien sûr assisté aux procès ». Il soulève comme point juridique qu'« il n'existe en effet nulle trace médicale des mauvais traitements qui auraient duré 47 ans, il n’y a jamais eu aucun dépôt de plainte, ni pour ces violences, ni pour les violences sexuelles alléguées par deux des trois filles de l’accusée ». Il ajoute que « ces dernières n’ont d’ailleurs fait état devant la justice de ces violences sexuelles qu’à partir du premier procès ». Il précise que « ça ne veut évidemment pas dire qu’elles n’ont pas existé, mais ce point entretient une certaine ambiguïté, d’autant que la quasi-totalité de la famille travaillait dans l’entreprise de transport du père ».

### Dénonciation du rôle des politiques et des réseaux sociaux

#### Dénonciation par des médias
Dans un article pour Le Figaro, le philosophe Robert Redeker a aussi contesté la grâce totale accordée par François Hollande à Jacqueline Sauvage.
Pour Gil Mihaely, de Causeur, Jacqueline Sauvage est une « criminelle graciée » par les réseaux sociaux.

#### Dénonciation par des magistrats
L'avocat général Frédéric Chevallier avait indiqué lors de son réquisitoire :

« "Je ne minimise pas les violences conjugales qui ont duré toute votre vie avec lui. C'était un sale bonhomme. Je ne vous dis pas que vous auriez dû aller au commissariat, je n'en suis plus là, je vous comprends, madame, de ne pas avoir su réagir." Mais le parquetier, se tournant vers ceux qui venaient de témoigner, amis, voisins, maire du village : "Vous qui saviez, vous auriez dû faire quelque chose, nom de Dieu !" »

Dans une lettre ouverte publiée le 1er octobre 2018 dans Le Monde (jour de la diffusion du téléfilm Jacqueline Sauvage : C'était lui ou moi), l'avocat général conclut que Jacqueline Sauvage est devenue un symbole, mais un « symbole inadapté d'un fait majeur de société ».

« Lutter contre les violences intrafamiliales, contre les violences faites aux femmes ne peut passer par la violence criminelle dont vous vous êtes rendue coupable. La justice s’exerce pour éviter la vengeance des victimes et pour punir à leur place. Cette justice aujourd’hui fonctionne. »

L'avocat général Frédéric Chevallier dira aussi : « J'ai trouvé qu'il y avait un silence assourdissant sur toutes les bêtises qui se disaient sur cette affaire. Mais le président réfléchissait à la grâce, nous avons décidé de ne pas l'influencer. Ensuite, c'était trop tard ».
Isabelle Raimbaud-Wintherlig, qui présida le procès en appel, dira : « Nous avons été heurtés par les fausses informations qui circulaient dans les médias, et nous n'avons rien pu dire. Notre problème est que la Justice est muette. ». Elle qualifie la grâce totale d'« Incompréhensible. La décision (de condamner Jacqueline Sauvage à 10 ans de prison) était celle d'une justice populaire. Pourquoi la casser ? ».
L’Union syndicale des magistrats a également critiqué la grâce totale accordée par François Hollande, alors que le tribunal de l'application des peines avait formellement refusé la libération conditionnelle que permettait, dès janvier, la grâce partielle déjà accordée par le président de la République.
Virginie Duval, présidente de l'Union syndicale des magistrats, critique également le fait que le travail de professionnels de la justice rompus aux problèmes de violences conjugales soit remis en cause par la grâce présidentielle. Elle indique qu'il n'y avait certainement pas suffisamment de preuves pour étayer la violence conjugale subie. Elle est d'avis que le parquet général aurait dû communiquer sur les faits.

### Critique de l'interprétation féministe
Selon l'avocate pénaliste Florence Rault, l'objectif de la campagne médiatique orchestrée pour réhabiliter Jacqueline Sauvage « est simple : instrumentaliser la justice pour des fins qui ne sont pas les siennes, à savoir en la circonstance, assurer la promotion d'un féminisme victimaire, et affirmer l'impossibilité de l'existence d'une violence des femmes ».
Nicolas Moreau de Valeurs actuelles parle de Jacqueline Sauvage en termes d'« icône » imposée par un féminisme « en voie de radicalisation », « à condition d’écrire le scénario qui va avec. Les féministes se sont donc fait scénaristes. » Il parle de Jacqueline Sauvage comme d'un prétexte auquel certaines victimes s'identifient, utile à d'autres pour « afficher leur vertu » de chevalier blanc. Il regrette que « la vérité ne vend plus » et parle de « mensonges qui rassurent » et de « malhonnêteté intellectuelle qui paye ».

### Critique du manque de prise en compte des violences conjugales par la justice
L'association Osez le Féminisme dénonce quant à elle le manque de prise en compte des violences conjugales dans les décisions de justice, notamment à propos de l'affaire Edith Scaravetti « Faisons-nous face à une nouvelle affaire Jacqueline Sauvage ? Combien de temps la justice française va-t-elle persister à condamner des victimes ? À accabler des femmes maltraitées ? À ignorer les phénomènes d’emprise et les syndromes post-traumatiques pourtant reconnus par nombre de spécialistes ? ». L'association critique le traitement judiciaire selon elle inique des femmes victimes de violences conjugales et sexuelles, soulignant cette iniquité dans les affaires concernant Bertrand Cantat, Tristan Duval et Roman Polanski.

## Dans la culture

### Musique
La chanteuse Liz Cherhal signe en 2018, sur son album L'Alliance (Little Big Music/Sony), la chanson Sauvage, traitant des violences conjugales faites aux femmes du point de vue de la victime. Si le texte de la chanson s'appuie sur différents récits de vie de victimes de violences conjugales, le refrain, « Je suis Sauvage, Je suis Lange », est une référence explicite aux parcours respectifs de Jacqueline Sauvage et Alexandra Lange.

### Télévision
La comédienne Muriel Robin incarne le personnage de Jacqueline Sauvage dans un téléfilm inspiré de l'affaire, réalisé par Yves Rénier et diffusé le 1er octobre 2018 sur TF1 : Jacqueline Sauvage : C'était lui ou moi.

### Radio
Le 19 octobre 2017 dans son émission Hondelatte raconte sur Europe 1 intitulée « Jacqueline Sauvage… le malentendu » Christophe Hondelatte s'attache à comprendre pourquoi deux jurys populaires ont condamné Jacqueline Sauvage à une même peine de 10 ans de prison. L'émission donne aussi la parole à Frédéric Chevalier avocat général lors du procès en appel.